# Dancs Lajos (zenetudós)
Dancs Lajos (Vásárosnamény, 1920. június 21. – Nyíregyháza, 1988. augusztus) magyar ének-zene tanár, főiskolai tanár, népzenei kutató.

## Élete
1939-től 1949-ig a Nyírcsaholyi Római Kathólikus Elemi Népiskolánál kisegítő tanerő, majd kántortanító volt. 1949-től 1964-ig s Nagyecsedi Általános Iskolánál tanár és igazgató helyettes. 1953-ban Nagyecseden megalakította a Népiegyüttest, előadták az "Ecsedi lakodalmast". 1959-ben megszervezte a zenei tagozatot, a "Kodály módszer" lett az ének-zenei oktatás alappillére. 1964-től Nyíregyházán Tanítóképző Intézeti tanár. 1973-tól a nyíregyházi Bessenyei György Tanárképző Főiskolán főiskolai docens, majd főiskolai tanár. 1983-as nyugdíjazása után is segítette Nagyecsed hagyományőrző néptánc csoportját, mint szakmai tanácsadó.

## Munkássága
Példaképe: Kodály Zoltán pedagógiai munkássága. Összegyűjtötte a község népdal és népi tánc kincsének nagy részét. Gyűjtött anyagának csak kis részét tudta életében megjelentetni ("Szól a figemadár", "Kör, kör, ki játszik?"). Halála után hagyatéka az iskolához került, a mérhetetlenül nagy értékű anyag teljes kiadása és publikálása még nem történt meg, részben folyamatban van.

## Emlékezete
Emlékét életműve felhasználásával megőrzi Nagyecsed és a Dancs Lajos Zenei Tagozatos Általános- és Zeneiskola. Mátészalkán Népdalkört neveztek el róla, ez a Dancs Lajos Népdalkör.

## Kötetei (válogatás)
- Gilicemadár, [Nyomtatott kotta] : 100 népdal Szabolcs-Szatmár megyéből / összeáll. Dancs Lajos. Nyíregyháza : Szabolcs megyei Lapkiadó Vállalat, 1976. 132 p.
- Kör, kör, ki játszik? : Száz népi gyermekjátékdal Szabolcs-Szatmár megyéből / Dancs Lajos ; [közr. a Megyei és Városi Művelődési Központ]. Nyíregyháza : M. Művel. Közp., 1982. 120 p. ill., kotta
- Orįe šuhaj, [Nyomtatott kotta] : tirpák népdalok / Dancs Lajos, Németh Zoltán. Nyíregyháza : Szabolcs-Szatmár Megyei Tanács V. B. Tudományos Koordinációs Bizottsága, 1988. 120 p.
- Édesanyám rózsafája : Szabolcs-Szatmár-Bereg megyei népdalok / Dancs Lajos gyűjtéséből ; [szerk. Tarcai Zoltán]. Nyíregyháza : [Váci Mihály Városi Művelődési Központ], 1993. 111 p. ill., kotta (posztumusz)
- Ének-zene szakmódszertan. Oktatási segédanyag; Bessenyei György Tanárképző Főiskola, Nyíregyháza, 1998
- Ének-zene I, [Nyomtatott kotta] : egységes jegyzet : Tanítóképző intézetek . Kézirat / Dancs Lajos - Kerecsényi László. Budapest : Nemzeti Tankönyvkiadó, 2000. 124 p. (posztumusz)

## Díjak, elismerések
- Váci Mihály-díj (1986)